# Overhoeks (Amsterdam)

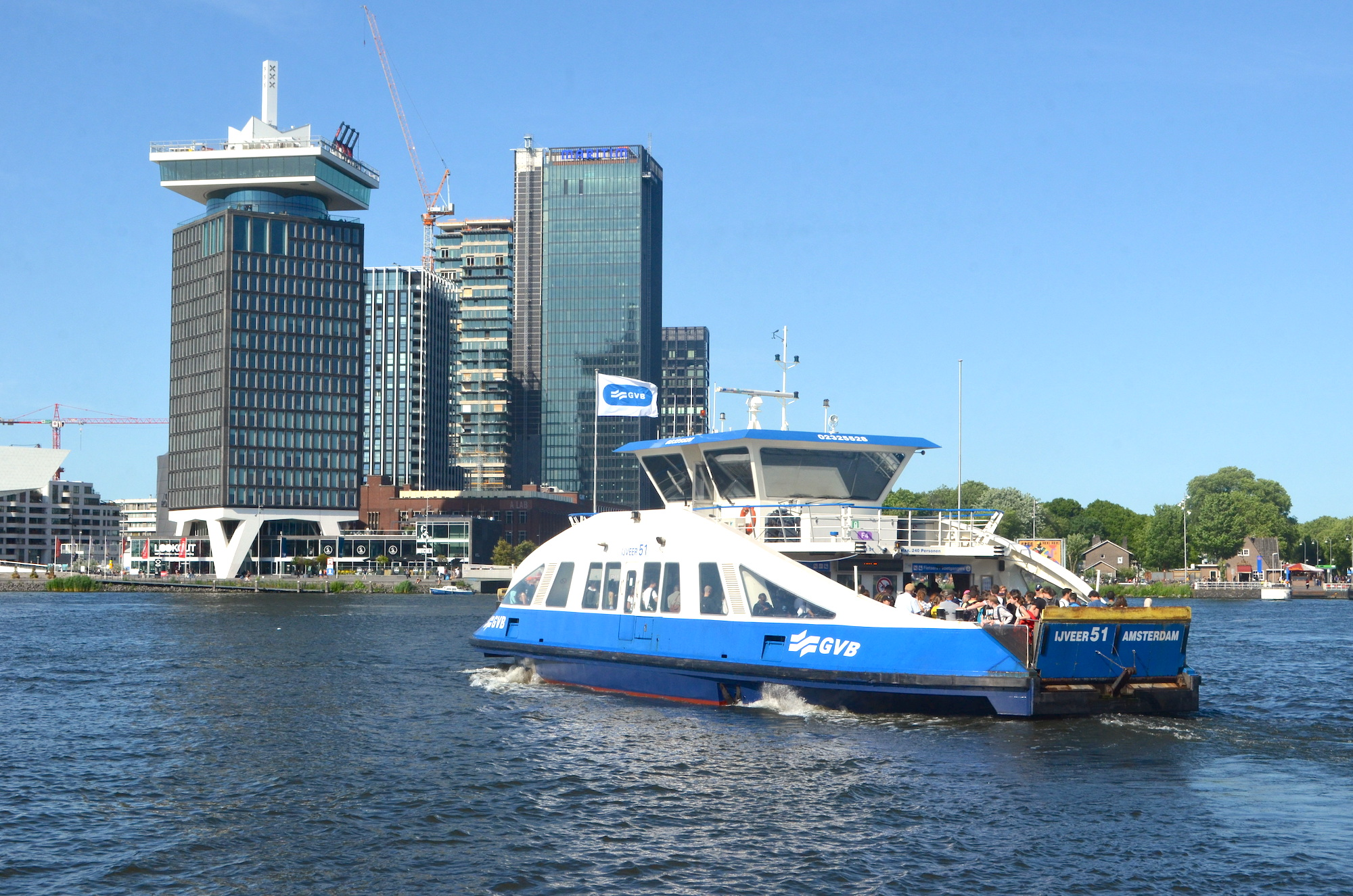
GVB IJveer 51 op het NDSM-werfveer (F4) over het IJ, met aan de noordoever de A'DAM Toren en andere hoogbouw te Overhoeks; 21 juni 2023.

Overhoeks is een nieuwe buurt in aanbouw aan de IJ-oever in Amsterdam-Noord op het voormalig Shell Research-terrein tegenover het Amsterdamse Centraal Station. De locatie in de Buiksloterham tussen de Grasweg en het Buiksloterkanaal wordt getransformeerd tot een stedelijke woon- en werkwijk met ongeveer 2.200 huur- en koopwoningen en 130.000 m² aan kantoren, bedrijven en voorzieningen.

## Geschiedenis
In 1440 kreeg Amsterdam 'hoog gerecht' over de Volewijk, de landtong in het IJ waar de Buiksloter- en Nieuwendammerham naast zouden worden drooggelegd. Op de Volewijk werd een galgenveld opgericht. Deze locatie was goed zichtbaar vanaf het water dat diende als toegangsweg tot de stad, en had daarmee een bedoelde afschrikkende werking. In de eerste helft van de 17e eeuw werd er ook een bakstenen galgenput gebouwd. In 1900 maakte Johan van Hasselt, de nieuwe directeur van de gemeentelijke Dienst der Publieke Werken, een ontwerp voor de ontwikkeling van het grote lege gebied in de Buiksloterham aan de noordzijde van het IJ. Er zou vervolgens plannen worden gemaakt voor verplaatsing van industrie naar de IJ-oevers, gecombineerd met woondorpen voor arbeiders. De eerste stedelijke activiteiten vonden plaats in de periode rond de Eerste Wereldoorlog.
In hetzelfde jaar kreeg Theo van Heemstede Obelt een gunstige lening van de gemeente om zijn zwembad te verplaatsen van de De Ruijterkade achter het Centraal Station naar de overkant van het IJ. Het nieuwe zwembad kwam aan de Badhuisweg werd geopend in 1914. Het was groots opgezet, met een binnen‐ en buitenbad. Het kreeg een café met terrassen die uitzicht boden op het IJ. Het zwembad sloot alweer in 1926. Duizenden Amsterdammers zetten voor het eerst voet in de Buiksloterham toen er in 1913 de Eerste Nederlandse Tentoonstelling op Scheepvaartgebied werd georganiseerd.
Door het uitbreken van de Eerste Wereldoorlog en mede door de komst van duizenden Belgische oorlogsvluchtelingen vanaf 1914 steeg de woningnood tot ongekende hoogte. De pas opgerichte Gemeentelijke Woningdienst Amsterdam kreeg in 1916 de opdracht om een nooddorp te bouwen aan de Grasweg met 306 woningen, vlak bij het zwembad van Obelt. Daarom werd dit al snel Obeltdorp genoemd. Het dorp bestond uit houten huizen, ‘de sinaasappelkistjes van Wibaut’, van een zeer slechte kwaliteit, die al snel te kampen kregen met vocht- en ongedierteproblemen. Het nooddorp zou maar twaalf jaar bestaan en is na het vertrek van de laatste bewoners in 1929 in brand gestoken.
In 1918 startte de bouw van Disteldorp en de Van der Pekbuurt in de Buiksloterham, later gevolgd door Tuindorp Buiksloterham. De Bataafse Petroleum Maatschappij die zich hier gevestigd had, later Shell, breidde in de Buiksloterham vervolgens gestaag haar activiteiten uit.

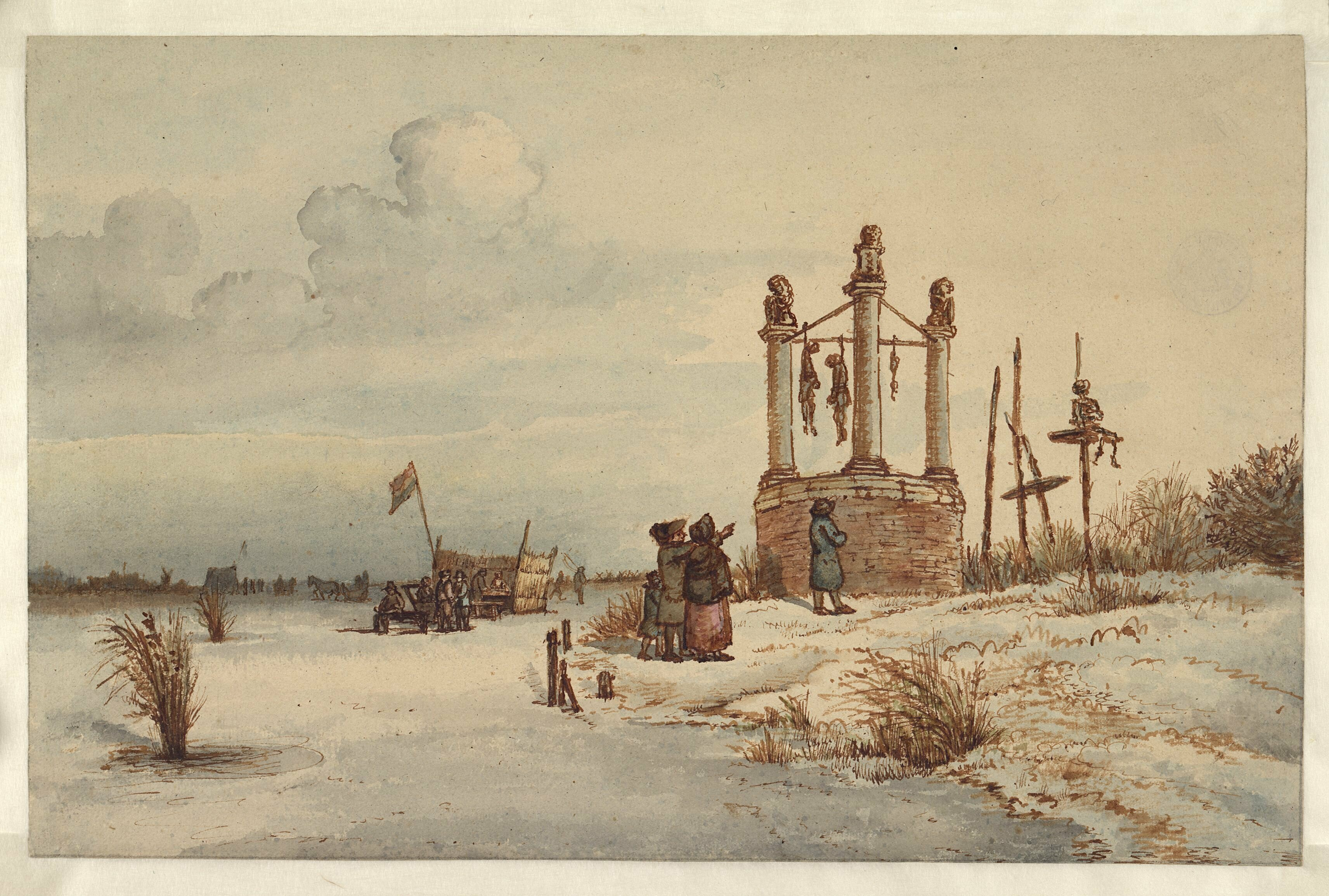
Galgenput in 1795
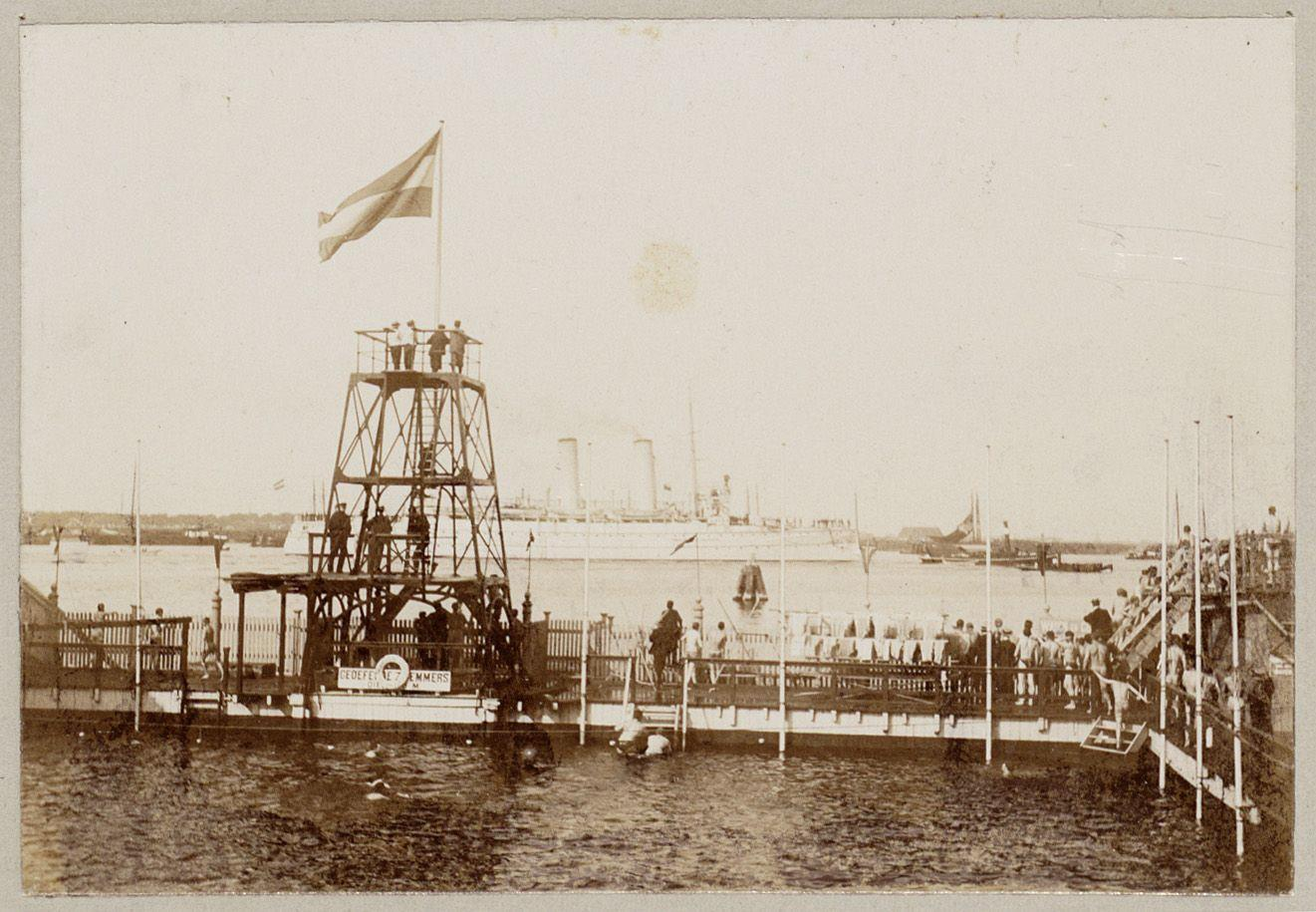
Bad- en Zweminrichting Heemstede-Obelt aan de De Ruijterkade met Overhoeks op de achtergrond waar het naar verplaatst zou worden
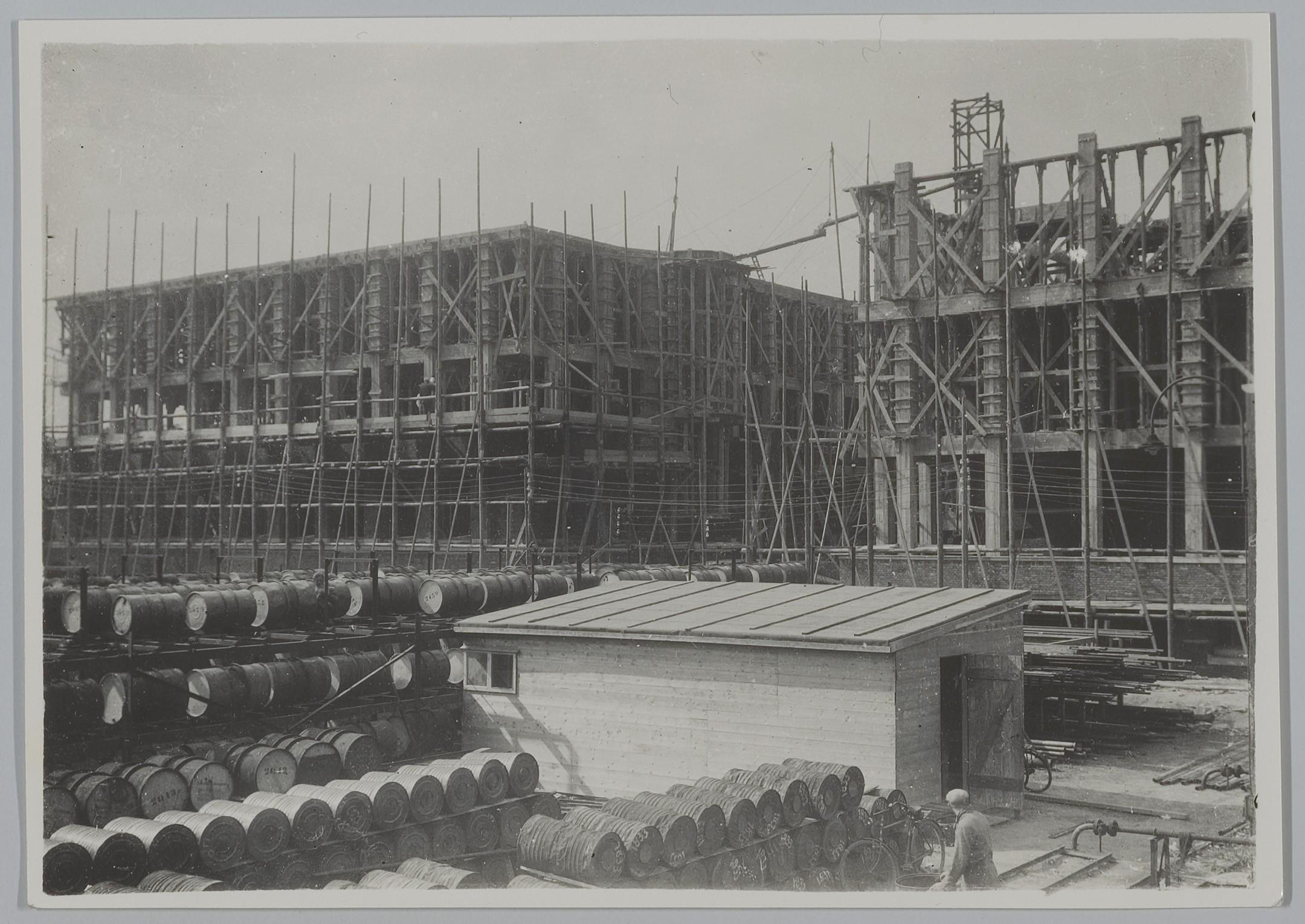
Groot Laboratorium in aanbouw in 1929
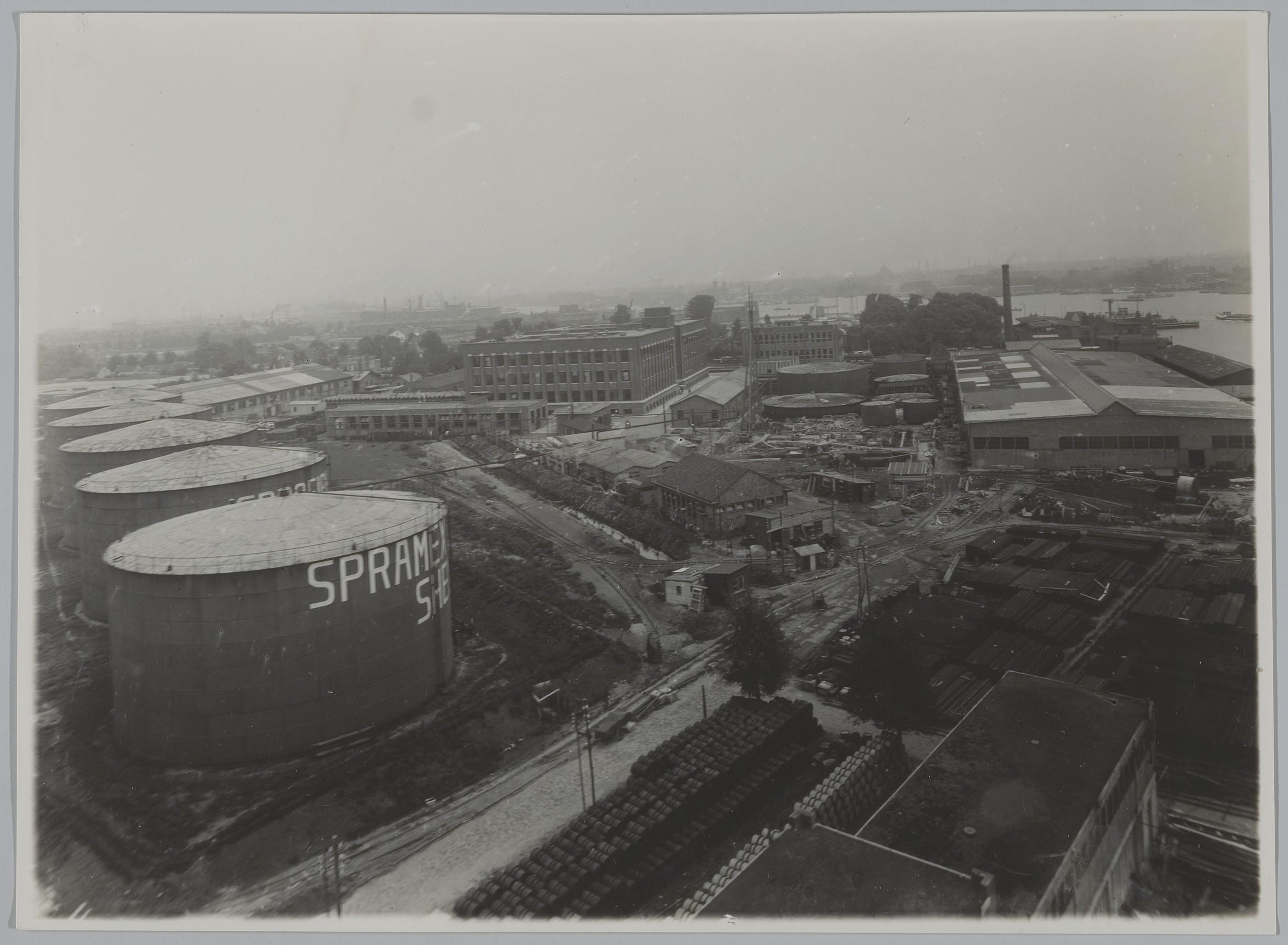
Zicht op Shellterrein in oostenlijke richting circa 1930
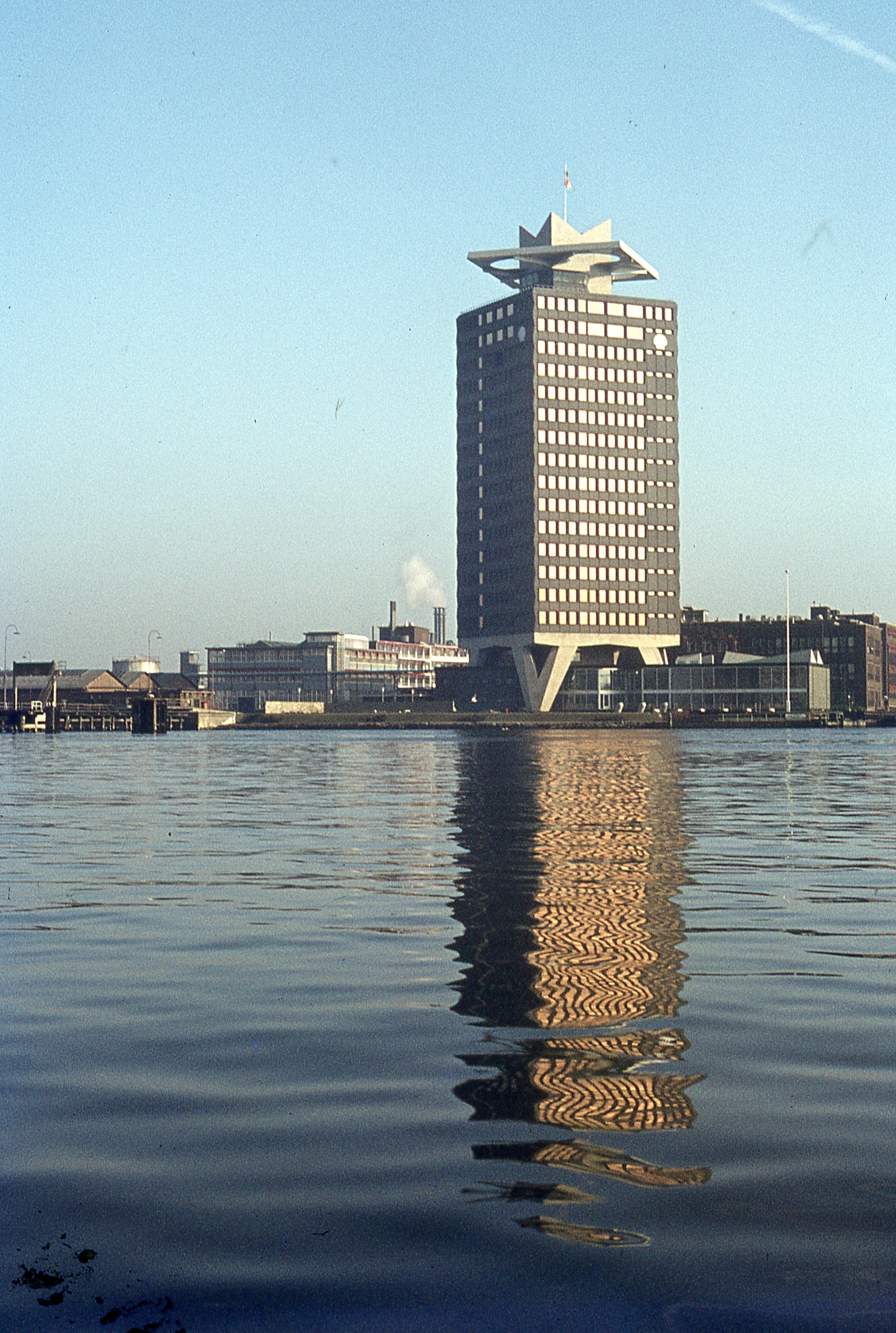
Toren Overhoeks als onderdeel van het Shellterrein, recent na opening, 1972

## Herontwikkeling

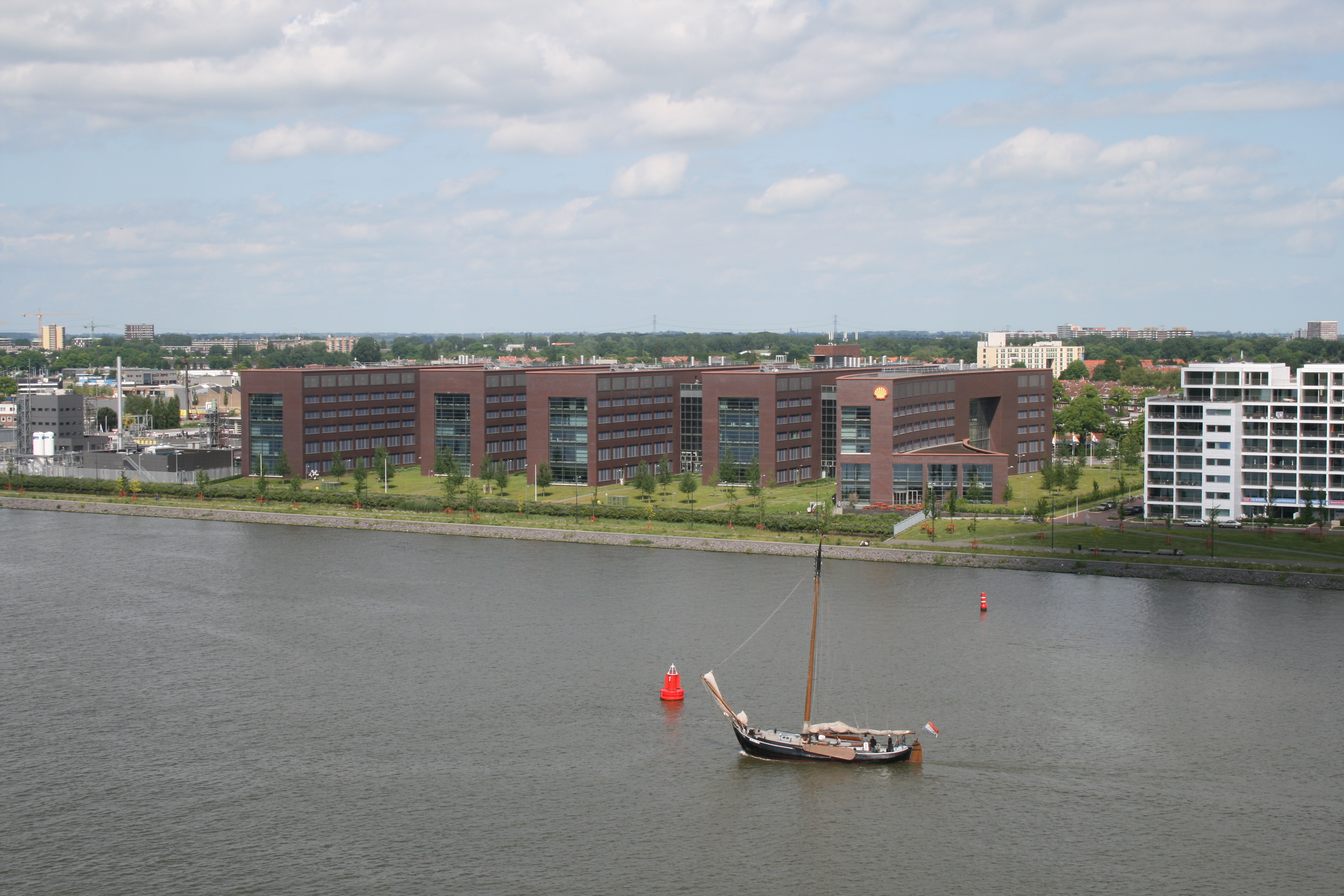
Het in 2009 geopende Shell New Technology Centre

De huidige buurt in aanbouw is vernoemd naar Toren Overhoeks, beter bekend als Shell-toren, die gelegen was op de zuidoosthoek van het voormalig 'research & development'-terrein van Shell. De toren ontleent zijn naam aan het feit dat de toren diagonaal, dus overhoeks, geplaatst is  ten opzichte van de onderbouw en de kadelijn. Dit wordt versterkt door het eveneens diagonaal geplaatste dakornament. Shell zet op een deel van het oorspronkelijke terrein haar research-activiteiten voort in het Shell Technology Centre Amsterdam. Daar zijn ongeveer 1200 mensen werkzaam. De toren, de bedrijfskantine bij de Tolhuistuin en het voormalige Groot Laboratorium zijn blijven staan, met een andere bestemming. De toren is onder de naam A’DAM Toren naar een ontwerp van Claus en Kaan Architecten herontwikkeld tot een combinatie van kantoren, uitgaansgelegenheden en een observatiepunt met een ronddraaiend restaurant. Samen met het in 2012 geopende Eye Filmmuseum vormen vormen deze gebouwen publiekstrekkers voor het gebied. Alle andere gebouwen zijn gesloopt. In de plaats daarvan wordt ten noorden van de toren een woonbuurt gerealiseerd met daartussen het Schegpark.
De ontwikkeling van Overhoeks is een groot project dat werd uitgevoerd in een samenwerkingsverband van het Stadsdeel Amsterdam-Noord, projectbureau Noordwaarts, EYE Film Instituut Nederland, ING Real Estate, Ymere, Vesteda en Shell. De originele ontwikkelcombinatie bestond uit ING Real Estate en woningcoörporatie Ymere.
In 2007 werd de eerste paal voor de eerste fase geslagen. Door het moeilijke economische klimaat na de bankencrisis is de bouw van de laatste twee gebouwen van de eerste fase van de woonbuurt 'Campus Overhoeks' vertraagd. Het was de vraag of de rest van het plan in zijn oorspronkelijke opzet kon worden gerealiseerd. ING Real Estate trok zich vervolgens terug uit het project. Amvest nam daarna samen met Ymere de leiding. Met enkele aanpassingen aan de plannen werd de projectontwikkeling in 2016 weer voortgezet. Volgens verwachtingen zal de gehele buurt in 2026 voltooid zijn.

## Nieuwbouw

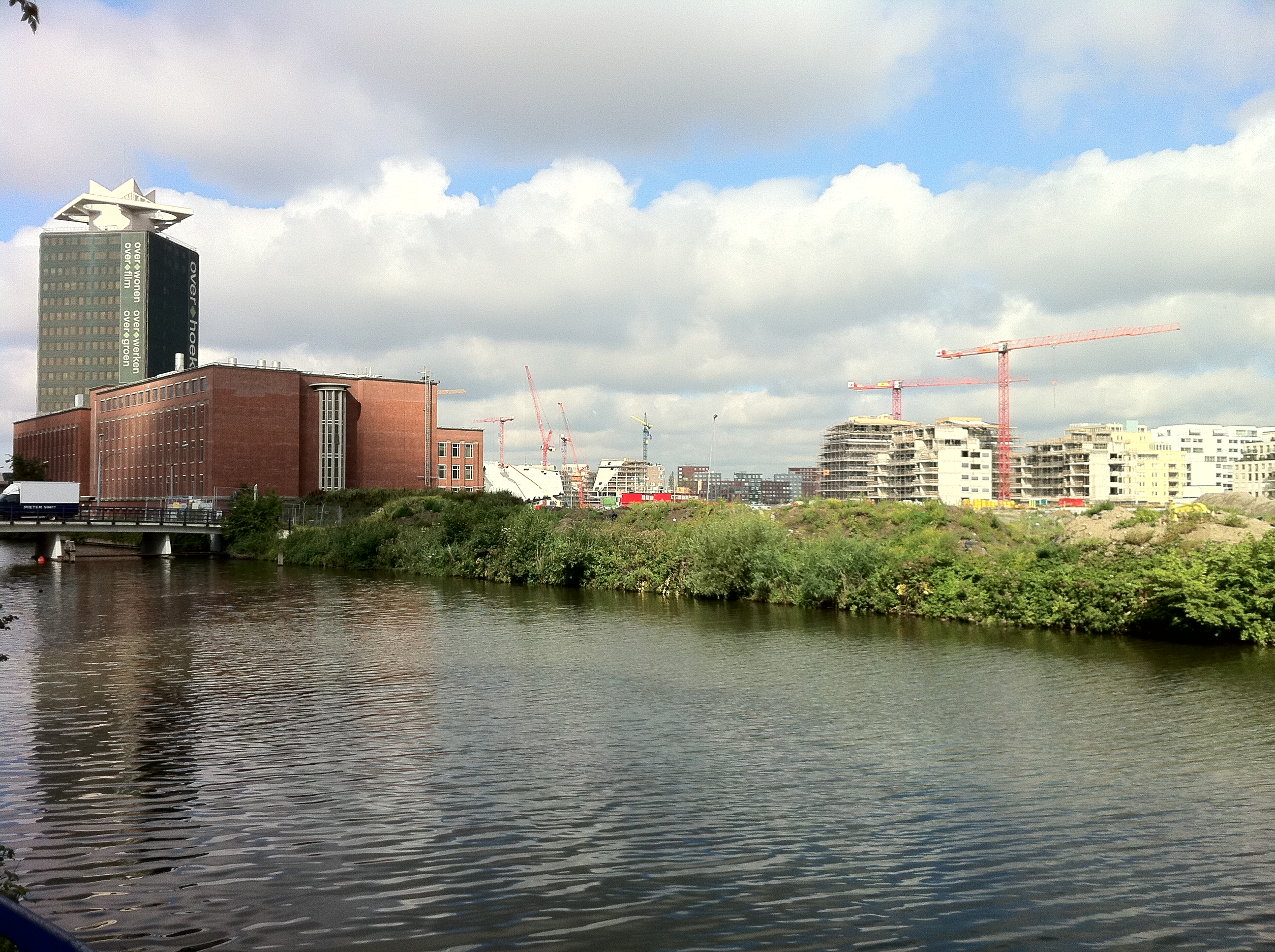
Badhuiskade aan het Buiksloterkanaal ten tijde voor de herontwikkeling van de Strip (2011)

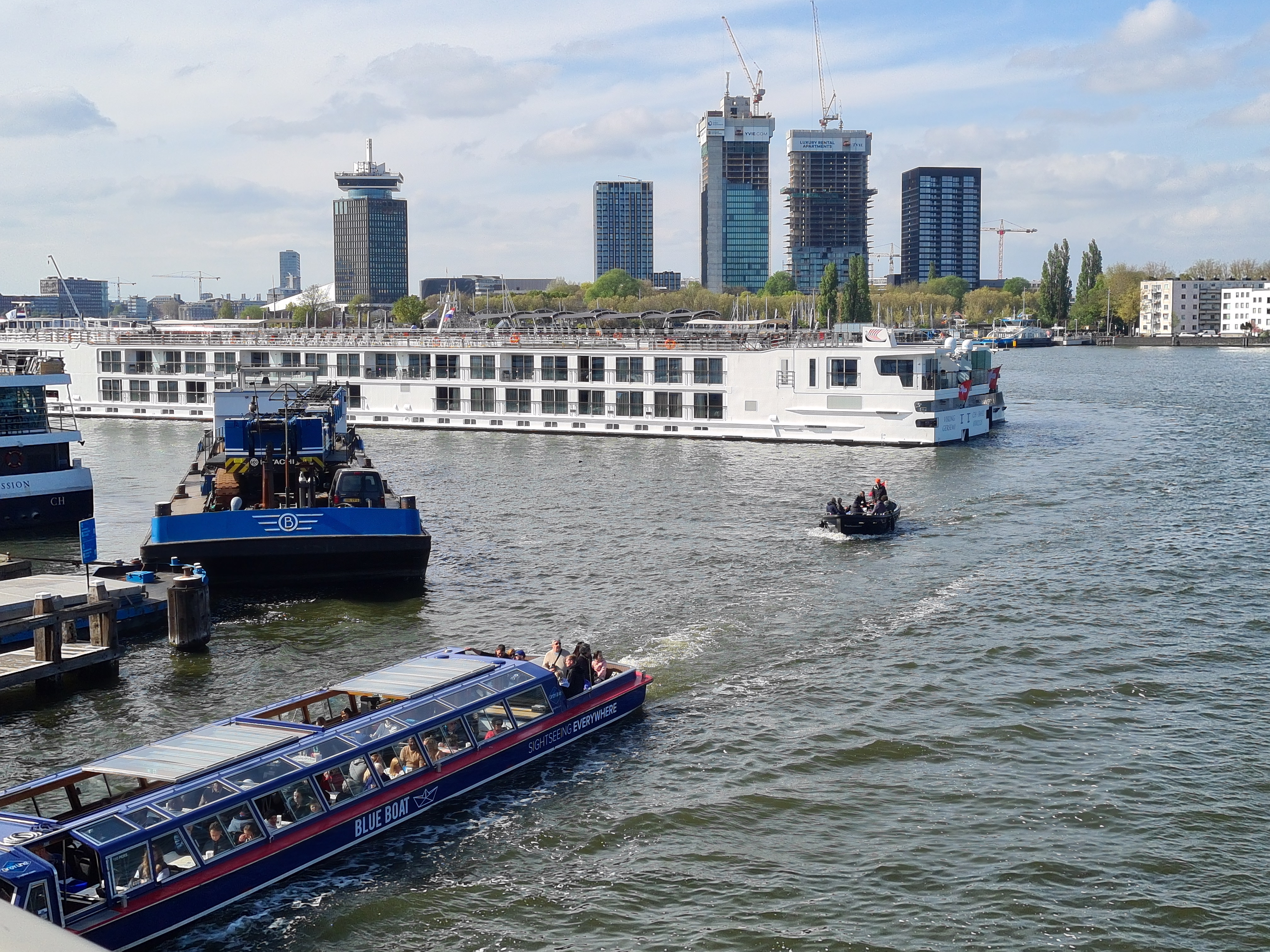
Skyline van de Strip in aanbouw.

### De Strip
De Strip (Engels voor strook) is een strook nieuwbouw ten noorden van de A'DAM Toren bestaande uit middenhoogbouw en hoogbouw. De strook is zo gepositioneerd, langs het Buiksloterkanaal, dat het zicht op torens vanuit de historische Amsterdamse Binnenstad zo veel mogelijk wordt beperkt. Het 'vrije uitzicht' werd hier immers al door de voormalige Shelltoren geblokkeerd. Het idee van het stedenbouwkundig plan is dat de langwerpige rij aan hoge gebouwen vanaf de oost- en westzijdes gezien de bocht van de waterweg om de Buiksloterham en Nieuwendammerham in het IJ accentueert.
De ontwikkelingen van de Strip ging van start met de bouw van het Eye Filmmuseum en de herontwikkeling van het Groot Laboratorium, waar nu kantoren, de Hogeschool voor de Kunsten en een hostel gevestigd zijn. In de lege kwart van de L-vorm van het Groot Laboratorium werd woontoren B'Mine gebouwd. Daarna volgden de nieuwbouw van het Hyperion Lyceum en woontoren Bold. Ook opende op het Overhoeksplein tussen het Groot Laboratorium en de A'DAM Toren de attractie This is Holland. Na meer dan een jaar stillegging van de bouw ging de bouw van het congrescentrum en hotel- en woontorens van het Yvie-complex in 2020 weer van start. In dat jaar werd ook bekendgemaakt dat als de laatste ontwikkeling op de noorderkop van de strook de Brinktoren gebouwd zal gaan worden.

#### Lijst van gebouwen op de Strip

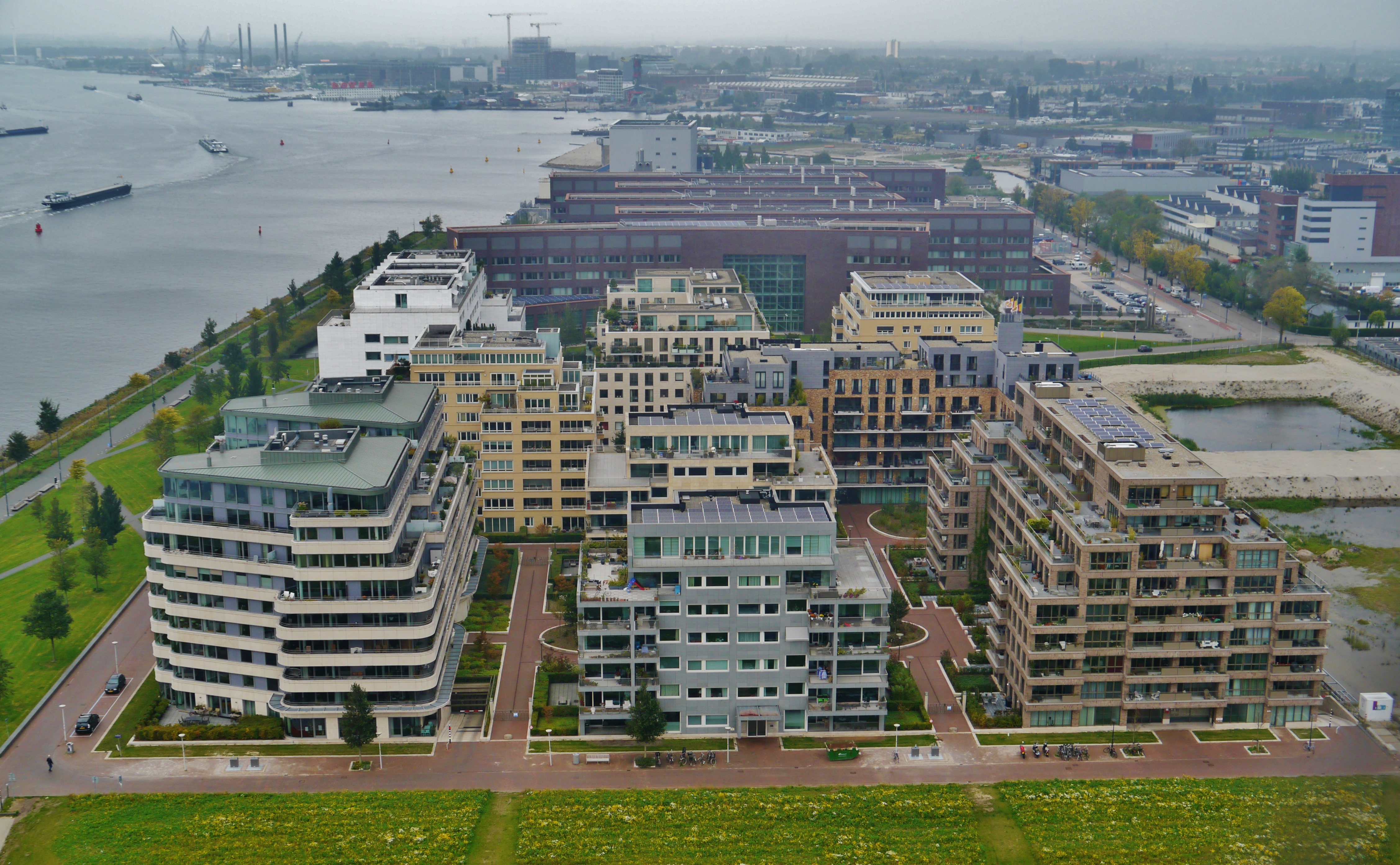
Campus Overhoeks fase 1

| Gebouw             | Hoogte       | Oplevering               | Architect                                 | Eigenaar                                         |
| ------------------ | ------------ | ------------------------ | ----------------------------------------- | ------------------------------------------------ |
| Eye Filmmuseum     |              | 2012                     | Roman Delugan, Elke Delugan-Meissl        | Eye Filmmuseum                                   |
| A'DAM Toren        | 100 m        | 1971, 2016 (heropening)  | Arthur Staal, Claus en Kaan, OeverZaaijer | Sander Groet, Hans Brouwer en Duncan Stutterheim |
| This is Holland    |              | 2017                     | Joep Mollink (PPHP)                       | Nedstede Groep                                   |
| Groot Laboratorium |              | 1929, 1939 (uitbreiding) |                                           |                                                  |
| B'Mine             | 75 m         | 2017                     | Paul de Ruiter                            | AM Wonen, MN                                     |
| Yvie               | 114 m, 106 m | 2024 (verwacht)          | Team V                                    | Union Investment                                 |
| Bold               | 80 m         | 2021                     | OZ                                        | VORM                                             |
| Hyperion Lyceum    |              | 2018                     | Ector Hoogstad                            | Voortgezet Onderwijs van Amsterdam               |
| Brinktoren         | 90 m         | 2024 (verwacht)          | Mecanoo                                   | Xior Student Housing, Ymere                      |

### Campus fase 1

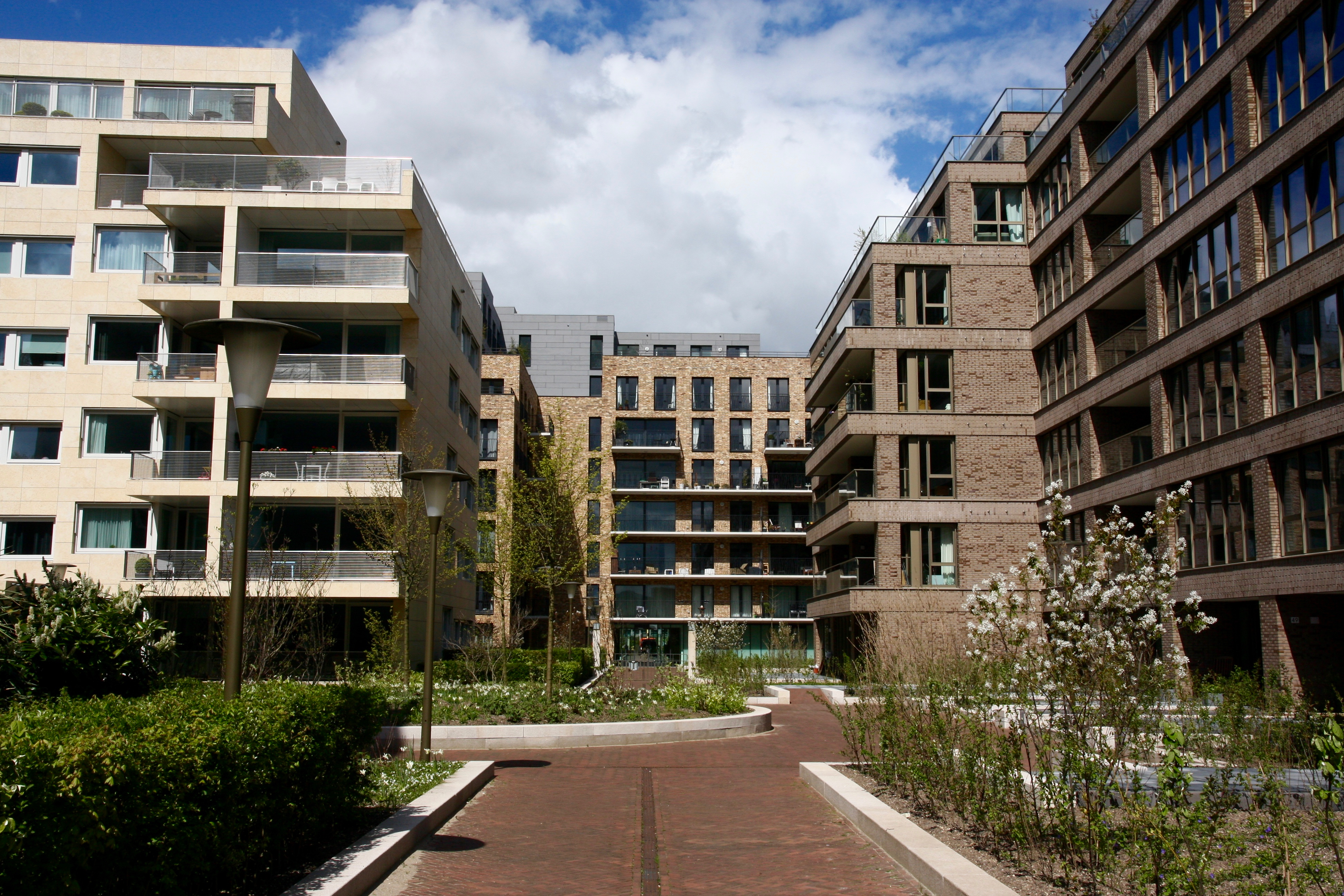
De Willem Barendsz, De Halve Maen, De Statendam en het groene binnenhof

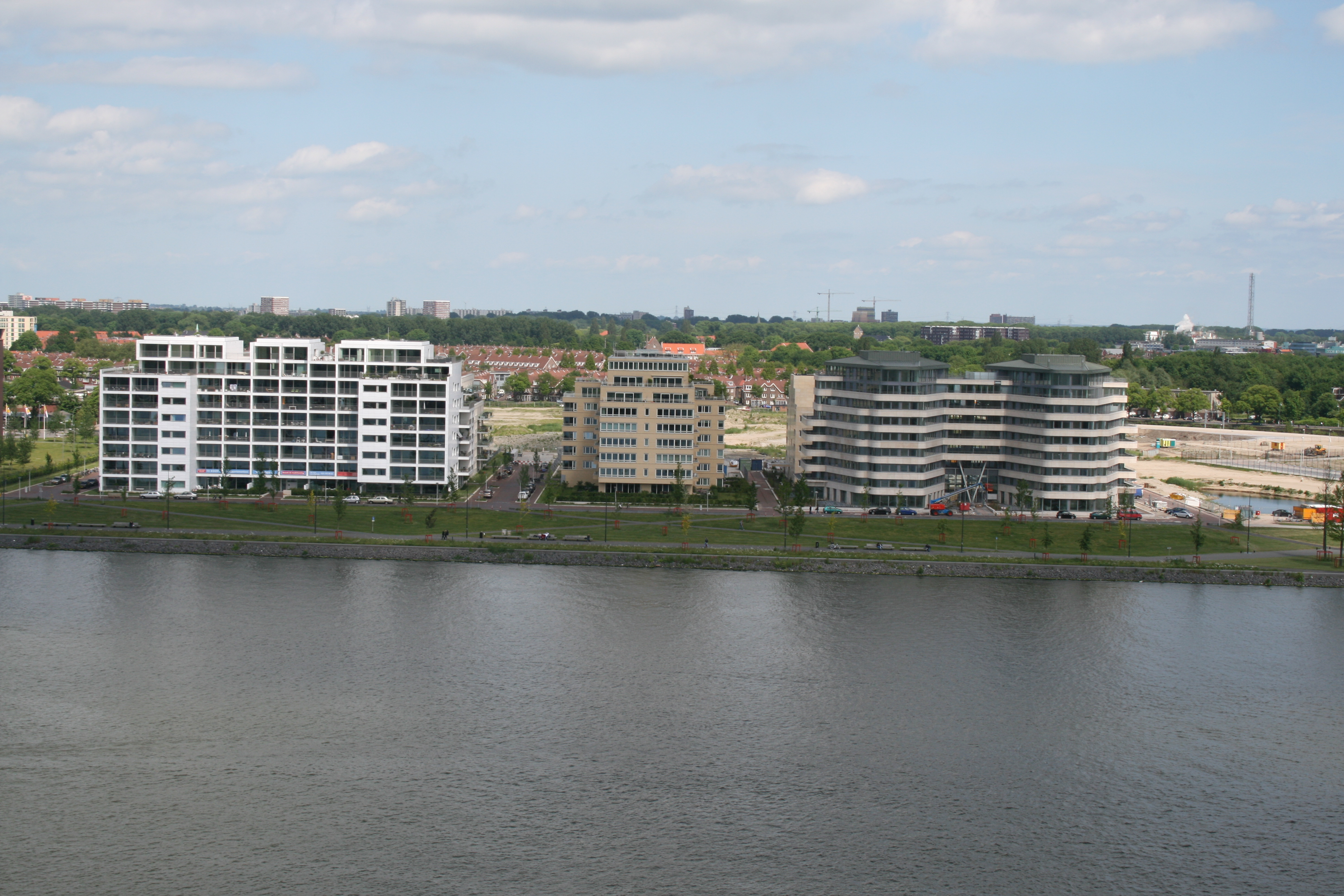
De Europa, De Oranje, De Zeven Provinciën aan de Overhoeksparklaan en IJpromenade (2012)

Het stedenbouwkundig plan uit 2003 van de eerste fase van Campus Overhoeks is van de hand van Geurst & Schulze. Het basisconcept bestaat uit alzijdige vrijstaande woongebouwen in vierkantige, U-, L- en H-vormen van 5 à 8 bouwlagen hoog, waarvan de bovenste verdiepingen terugspringen. Als referentie zijn residenties en woonhotels uit de jaren 30 gebruikt waarin appartementen met gemeenschappelijke voorzieningen zijn ondergebracht. De openbare ruimte is groen en autoluw ingericht doordat elk gebouw een ondergrondse parkeergarage heeft. De gebouwen bestaan voornamelijk uit duurzaam verouderende natuurlijke materialen zoals natuursteen en baksteen in lichte aardse kleuren. De gebouwen van fase 1 zijn vernoemd naar beroemde schepen uit de Nederlandse scheepvaartgeschiedenis, onder meer van de VOC. Het stond destijds ook wel bekend als 'Residentieel Kwartier'.

#### Lijst van gebouwen in Campus fase 1
| Gebouw              | Oplevering | Architect        | Eigenaar   | Opmerking                       |
| ------------------- | ---------- | ---------------- | ---------- | ------------------------------- |
| De Prinsendam       | 2009       | Tony Fretton     |            |                                 |
| De Oranje           | 2010       | Guus Baneke      |            |                                 |
| De Gelria           | 2010       | Guus Baneke      | Ymere      |                                 |
| De Europa           | 2011       | Álvaro Siza      | Vesteda    | Minderheid particulier eigendom |
| De Zeven Provinciën | 2012       | Jo Coenen        |            |                                 |
| De Zeearend         | 2012       | Álvaro Siza      |            | Minderheid Vesteda              |
| De Willem Barendsz  | 2012       | Álvaro Siza      | Vesteda    | Minderheid particulier eigendom |
| De Halve Maen       | 2015       | Mecanoo          | Bouwinvest |                                 |
| De Statendam        | 2016       | Geurst & Schulze | Bouwinvest |                                 |

### Campus fase 2

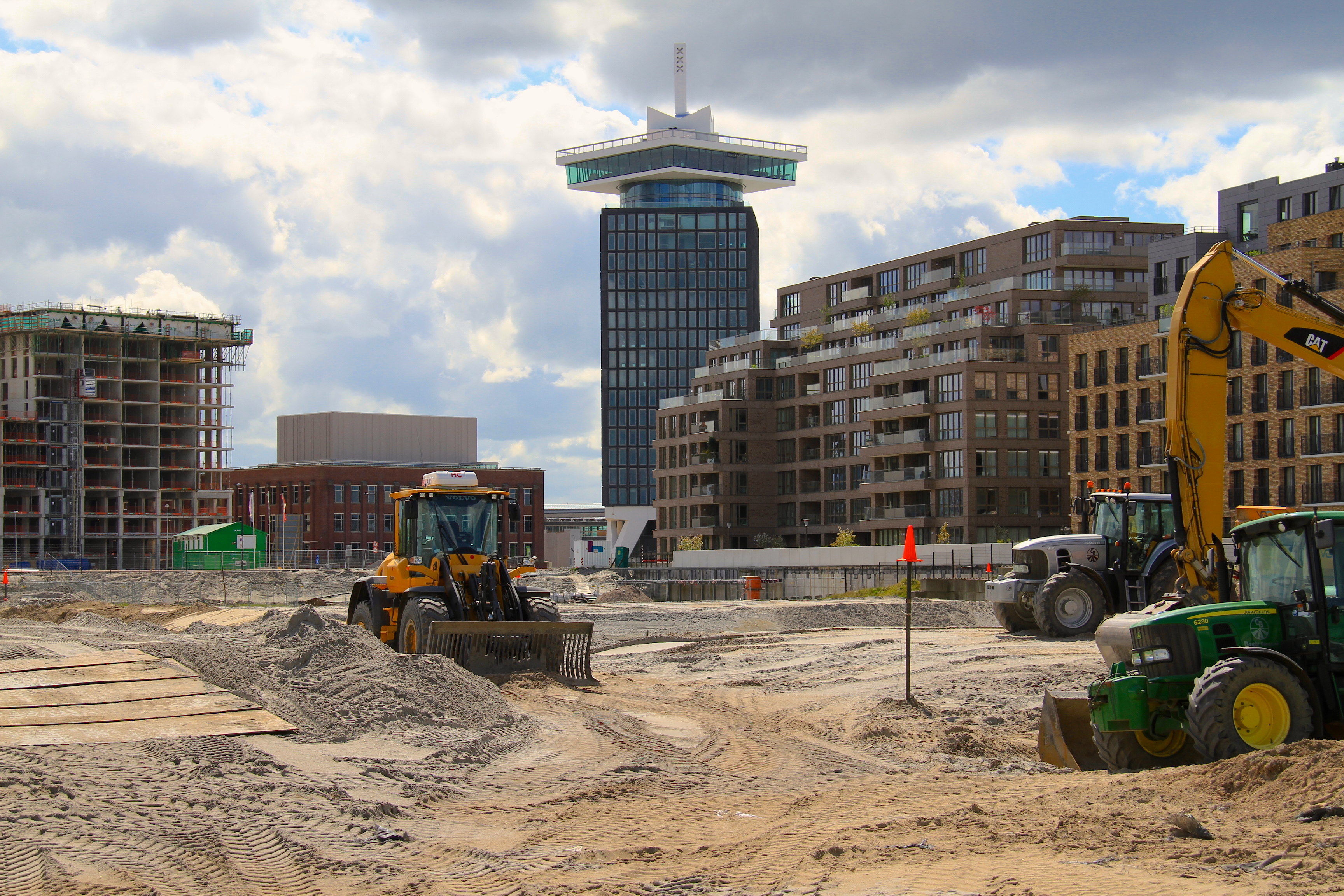
Begin van fase 2 in aanbouw

Met een andere samenstelling van ontwikkelaars is in 2018 de bouw van fase 2 van Campus Overhoeks van start gegaan onder de naam Aan het IJ. Op basis van dezelfde stedenbouwkundige principes als fase 1 is er een nieuw plan gemaakt dat aansluit bij het al gebouwde deel maar op enkele punten zal verschillen. Zo zullen de U-, L- en H-vormen van de gebouwen nog steeds de basisopzet zijn maar zal er meer ruimte zijn om gebouwen met afgeronde vormen neer te zetten. Ook zal er een groter fysiek onderscheid gemaakt worden tussen privétuinen van de woonblokken en openbare ruimte. In de eerste fase was de inrichting tussen die twee gelijk en werd het onderscheid gemaakt door middel van hekken met VVE-bordjes die het als privéterrein verklaarden. In het nieuwere deel werd dat als onwenselijk beschouwd. Daarnaast zal het binnengebied van de tweede fase autovrij zijn omdat alle ingangen tot parkeergarages aan wegen aan de rand van het gebied gesitueerd worden. Naast de openbare school IKC Overhoeks wordt een buurtplein aangelegd. Op de begane grond van de gebouwen aan de Docklandsweg zullen maatschappelijke commerciële ruimtes geopend worden.
Een nieuw namenthema voor de gebouwen werd gebaseerd op de vorm of architectuur van de gebouwen.

#### Lijst van gebouwen in Campus fase 2
| Gebouw        | Blok | Oplevering      | Architect                 | Eigenaar/ontwikkelaar |
| ------------- | ---- | --------------- | ------------------------- | --------------------- |
| The Row       | A    | 2021            | DP6                       | Amvest                |
| The Grid      | A    | 2021            | KCAP                      | Amvest                |
| De Berend     | B    | 2019            | NL Architects             | Ymere                 |
| The Wave      | C    | 2022            | Dok                       | Amvest                |
| The Line      | C    | 2021            | Orange Architects         | Amvest                |
| The Sphinx    | D    | 2025 (verwacht) | Geurst & Schulze          | Amvest                |
| IKC Overhoeks | E    | 2020            | Rudy Uytenhaak + Partners | InNoord               |
| De August     | F    | 2024 (verwacht) | Team V                    | Ymere                 |
| The Stack     | G    | 2023            | KAAN                      | Amvest                |
| The Bow       | H    | 2024            | Orange Architects         | Amvest                |
| The Cube      | J    | 2022            | De Zwarte Hond            | Amvest                |
| The Wing      | K    | 2022            | Powerhouse Company        | Amvest                |
| De Jakoba     | L    | 2021            | Studioninedots            | Ymere                 |
| The Twins     | M    | 2022            | KCAP                      | Amvest                |

### Campus fase 3
Campus fase 3 ligt ten westen van de Docklandsweg aan het Buiksloterkanaal en zal als blokken N, O, P en Q van 2023 tot 2026 ontwikkeld worden.

#### Lijst van gebouwen in Campus fase 3
| Gebouw      | Blok | Oplevering      | Architect          | Eigenaar/ontwikkelaar |
| ----------- | ---- | --------------- | ------------------ | --------------------- |
| De Louise   | N    | 2025 (verwacht) | De Zwarte Hond     | Ymere                 |
| The Dock    | O    | 2026 (verwacht) | KAAN               | Amvest                |
| The Ark     | P    | 2026 (verwacht) | Powerhouse Company | Amvest                |
| De Margaret | Q    | 2026 (verwacht) | NL Architects      | Ymere                 |

## Straatnamen
De meeste straten en pleinen in de wijk zijn vernoemd naar stedelijke waterfrontontwikkelingen van over de hele wereld;
- Badhuiskade; dit was voorheen Badhuisweg, vernoemd naar het voormalige zwembad op de huidige locatie van de A'DAM Toren.
- Batteryparkstraat (park en wijk in New York);
- Bercylaan (wijk in Parijs)
- Bundlaan (wijk in Sjanghai)
- Céramiquelaan (wijk in Maastricht)
- Docklandsweg (wijk in Londen en Dublin)
- Elsje Christiaensbrug; vernoemd naar een beruchte geëxecuteerde op het galgenveld
- Galgenveldbrug; vernoemd naar het voormalige galgenveld op de punt van de landtong
- Hammarbystraat; (wijk in Stockholm)
- IJpromenade
- King’s Dockstraat (wijk in Liverpool)
- Kitsilanostraat (wijk in Vancouver)
- Lidoplein (wijk in Venetië)
- Overhoeksparklaan
- Overhoeksplein
- Van der Pekbrug; verbinding naar de Van der Pekbuurt
- Princes Dockstraat (wijk in Liverpool)
- Sausalitolaan (wijk in San Francisco)
- Spadinalaan (wijk in Toronto)
- Tolhuisweg; vernoemd naar het naastgelegen Tolhuiscomplex
- Volewijckbrug; vernoemd naar de Volewijck

 Abberdaan · Admiralenbuurt · Amstel III · Amsteldorp · Amstelkwartier · Andreas Ensemble · Apollobuurt · ArenAPoort · Bajeskwartier · Banne Buiksloot · Bedrijventerrein Sloterdijk · Bellamybuurt · Betondorp · Bijlmer · Binnenstad · Bloemenbuurt · Borgerbuurt · Borneo · Bos en Lommer · Buiksloot · Buiksloterham · Buikslotermeer · Buiteneiland · Buitenveldert · Bullewijk · Burgwallen Oude Zijde · Burgwallen Nieuwe Zijde · Centrum Amsterdam Noord · Centrumeiland · Chassébuurt · Chinatown · Cremerbuurt (Amsterdam) · Cruquius · Czaar Peterbuurt · Da Costabuurt · Dapperbuurt · De Aker · De Baarsjes · De Bongerd · De Eendracht · De Heining · De Krommert · De 9 Straatjes · De Omval · De Pijp · Diamantbuurt · Driemond · Disteldorp · Dubbele Buurt · Duivelseiland · Duvelshoek · Elzenhagen · Erasmusparkbuurt · Floradorp · Frederik Hendrikbuurt · Funenpark · Gaasperdam · Gein · Geuzenveld · Gibraltarbuurt · Gouden Reael · Gulden Winckelbuurt · Grachtengordel · Haarlemmerbuurt · Hallenkwartier · Haven-Stad · Haveneiland · Havenstraatterrein · Helmersbuurt · Het Funen · Holendrecht · Hoofddorppleinbuurt · Houthaven · IJ-oevers · IJburg · IJdock · IJplein · Indische Buurt · Jan Maijenbuurt · Java-eiland · Jeruzalem · Jeugdland ·Jodenbuurt · Jordaan · Julianapark · Kadijken · Kadoelen · Kattenburg · Kinkerbuurt · KNSM-eiland · Kolenkitbuurt · Kop van Jut · Van der Kunbuurt · Laan van Spartaan · Landlust · Landstrekenbuurt · Lastage · Leidsebuurt · Lutkemeer · Marathonbuurt · Marineterrein · Marken · Marktkwartier · Medisch Centrum Slotervaart · Mercatorbuurt · Middelveldsche Akerpolder · Molenwijk · Museumkwartier · Nellestein · Nieuw Sloten · Amsterdam Nieuw-West · Nieuwe Pijp · Nieuwendam · Nieuwendammerdijk en Buiksloterdijk · Nieuwendammerham · Nieuwezijde · Nieuwmarkt · Noorderhof · Noordoever Sloterplas · Noordse Bos · Olympisch Kwartier · Omval · Ookmeer · Oostelijk Havengebied · Oostelijke Eilanden · Oostelijke Handelskade · Oostenburg · Oosterdokseiland · Oosterparkbuurt · Oostoever Sloterplas · Oostpoort · Oostzanerwerf · Osdorp · Oud Osdorp · Oud-Oost · Oud-West · Oud-Zuid · Oude Pijp · Oudezijde · Overamstel · Overhoeks · Overtoombuurt · Overtoomse Buurt · Overtoomse Veld · Park Haagseweg · Park de Meer · Plan van Gool · Plan West · Plan Zuid · Planciusbuurt · Plantagebuurt · Postjesbuurt · Prinses Irenebuurt · Rapenburg · Reigersbos · Riekerpolder · Rieteilanden · Rietlanden · Rivierenbuurt · Robert Scottbuurt · Roeterseiland · Ruigoord · Schinkel (bedrijventerrein) · Schinkelbuurt · Science Park · Sloten · Sloterdijk · Sloterdijk-Centrum · Slotermeer · Slotervaart · Sluisbuurt · Spaarndammerbuurt · Spieringhorn · Sporenburg · Sportheldenbuurt · Staatsliedenbuurt · Stadionbuurt · Steigereiland · Strandeiland · Teleport · Transvaalbuurt · Trompbuurt · Tuindorp Buiksloot · Tuindorp Buiksloterham · Tuindorp Nieuwendam · Tuindorp Oostzaan · Tuttifruttidorp · Van Tijenbuurt · Uilenburg · Universiteitskwartier · Valkenburg · Van der Kunbuurt · Van der Pekbuurt · Van Lennepbuurt · Venserpolder · Vlooienburg · Vogelbuurt · Vogeldorp · Vogeltjeswei · Volewijck · Vondelparkbuurt · Vrije Geer · Waalseiland · Watergraafsmeer · Waterlandpleinbuurt · Waterwijk · Weesp · Weesperbuurt · Weespertrekvaartbuurt · Weesperzijde · Westelijke Eilanden · Westelijke Tuinsteden · Westerdokseiland · Westerpark · Westpoort · Willemspark · Wittenburg · Zeeburg · Zeeburgereiland · Zeeheldenbuurt · Zuidas · Zuideramstel